# Руі Модесто
Руі Мануель Муаті Модесто (порт. Rui Manuel Muati Modesto, нар. 7 жовтня 1999, Вендаш-Новаш, Португалія) — ангольський футболіст, вінгер шведського клубу АІК та національної збірної Анголи.

## Ігрова кар'єра

### Клубна
Руі Модесто народився в Португалії і займатися футболом починав займатися футбоом в ряді місцевих клубів. На дорослому рівні футболіст заграв у сезоні 2017/18 у клубі четвертого дивізіону Португалії «Ештрела» з міста Вендаш-Новаш.
У 2020 році Модесто перебрався до Фінляндії, де приєднався до клубу вищого дивізіону «Гонка». Вінгер зіграв три матчі у дублюючому складі «Гонки», а 15 жовтня дебютував у першій команді. Разом з клубом Модесто грав у кваліфікації Ліги конференцій та вигравав Кубок ліги.
У січні 2023 року Модесто перейшов до шведського клубу АІК, з яким підписав контракт на три роки.

### Збірна
У вересні 2023 року Руі Модесто отримав виклик до національної збірної Анголи на матчі відбору Кубка африканських націй але в тих матчах залишився в запасі. 12 вересня 2023 року у товариському матчі проти команди Ірану Модесто вперше вийшов на поле у складі національної збірної.

## Титули
Гонка
 Переможець Кубка ліги: 2022
Індивідуальні
- Гравець місяця в Чемпіонаті Фінляндії: липень 2022[6]